# Hekelgem

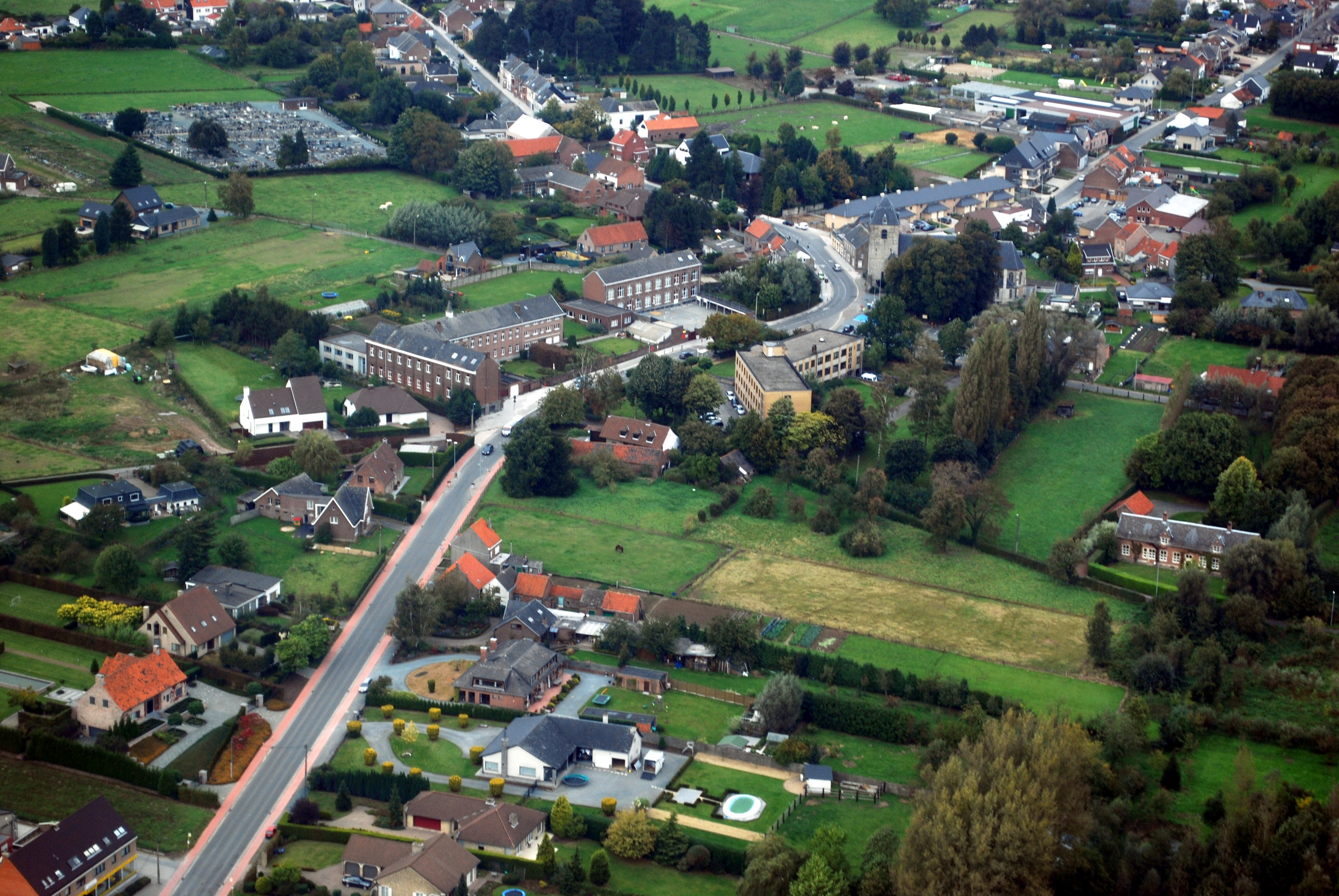
Luchtopname van de oude dorpskom met klooster en school (rood), oud verzorgingstehuis (geel) en Sint-Michielskerk.

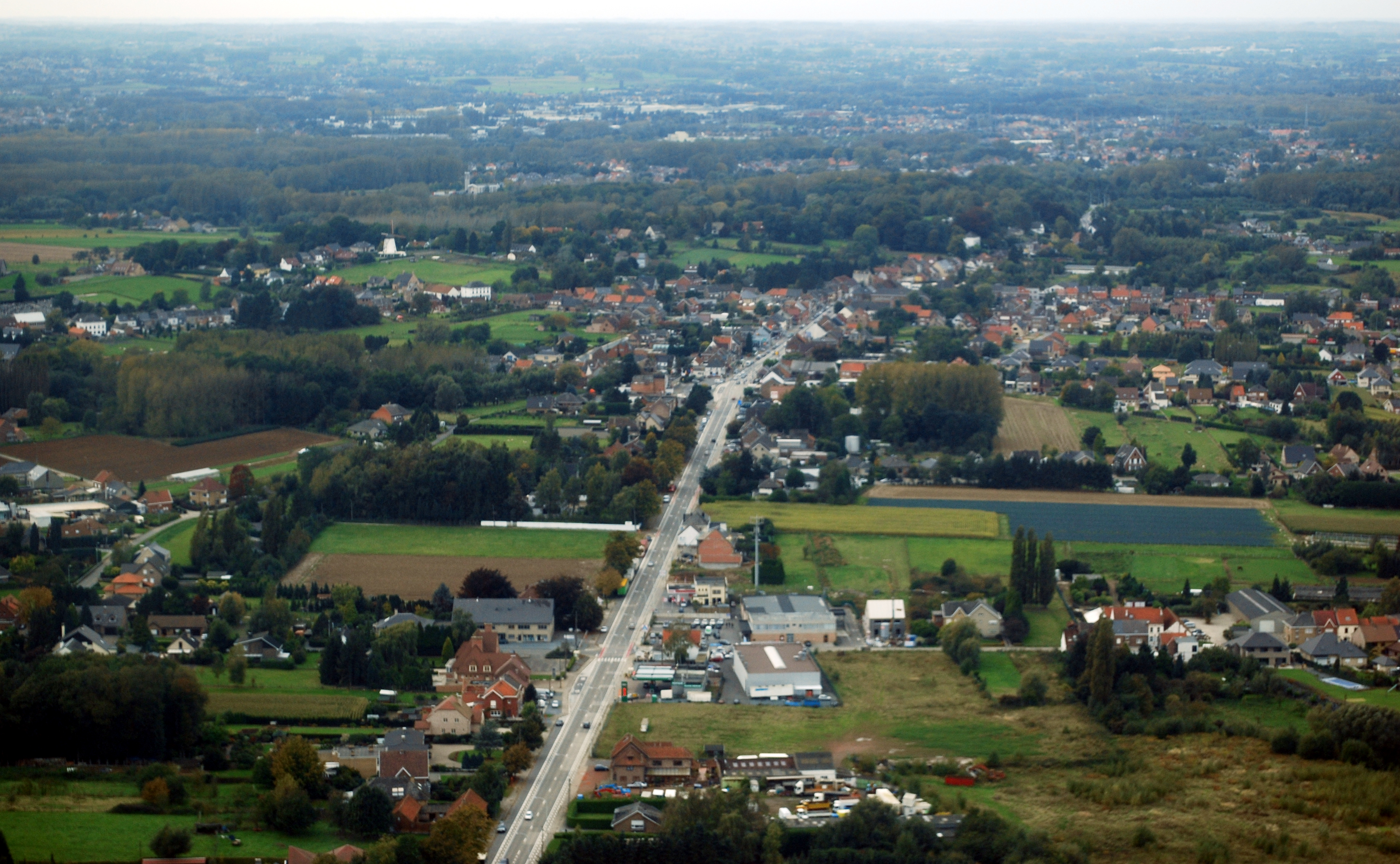
Nieuwe dorpskern langsheen de gewestweg N9.

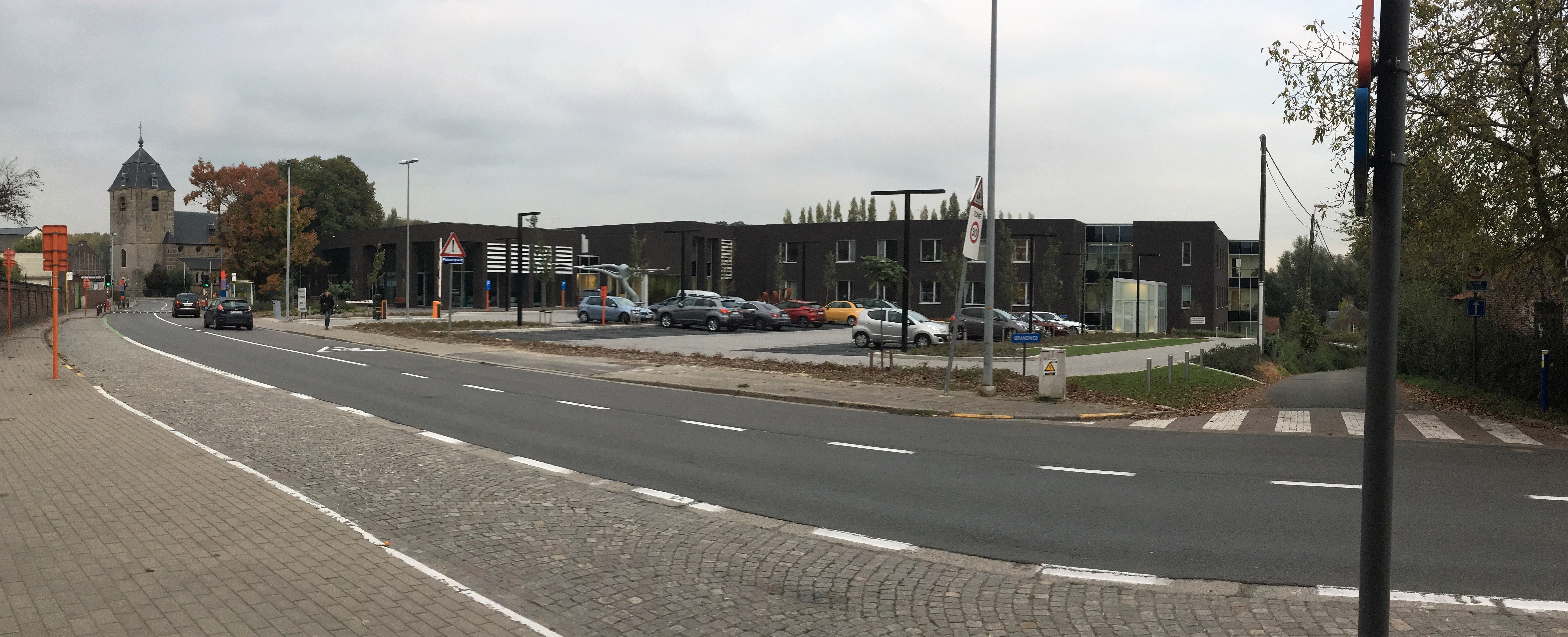
Het nieuwbouw verzorgingstehuis "Van Lierde" (afgewerkt in 2017).

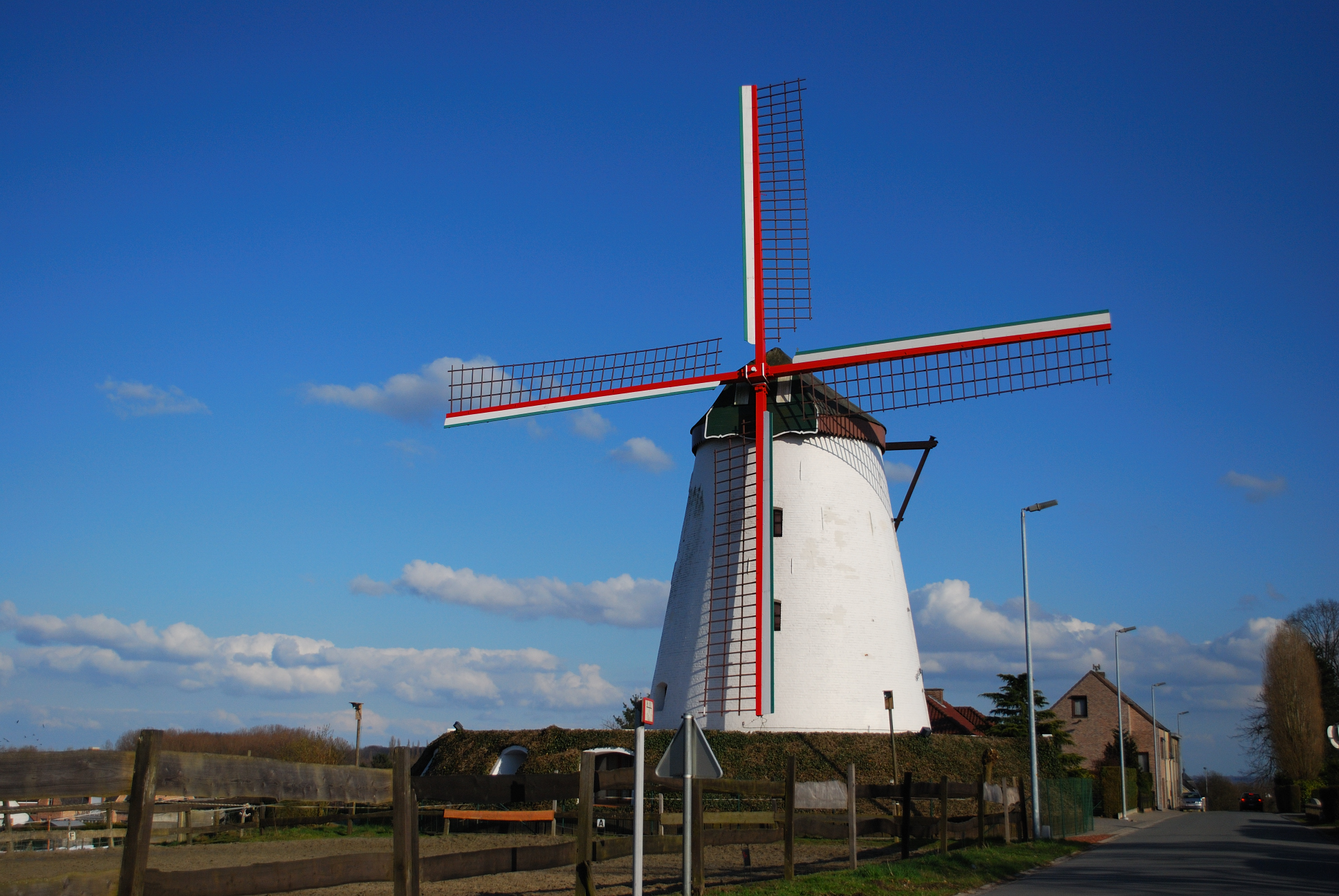
De Oude Molen.

Hekelgem is een deelgemeente van de fusiegemeente Affligem, waartoe ook de dorpen Essene en Teralfene behoren. Hekelgem is gelegen in de provincie Vlaams-Brabant. Het dorp heeft een oppervlakte van 809 ha en maakt deel uit van het arrondissement Halle-Vilvoorde en het kanton Asse. Hekelgem was een zelfstandige gemeente tot aan de gemeentelijke herindeling van 1 januari 1977.

## Toponymie
In 1105 wordt het dorp vermeld als Hecelingim. Het deel Hecelin betekent "van Hakilo" of "van de lieden/de familie van Hakilo". De suffix -gem betekent "woonst". Het betekent dus: "Woonst van (de lieden van) Hakilo".

## Geschiedenis
Hekelgem lag tijdens de Karolingische Periode in de Brabantgouw. Vanaf omstreeks 1085/1086 maakt het deel uit van het landgraafschap Brabant onder de graven van Leuven, voorvaderen van de hertogen van Brabant. Binnen dit graafschap ressorteerde het onder de heerlijkheid Asse (vanaf de 17e eeuw een markiezaat). In de bestuurlijke geografie van het hertogdom Brabant behoorde Essene tot het kwartier Brussel.
Kerkelijk stond de parochie Hekelgem als dochterkerk van Essene vanaf 1086 onder het patronaat van de abdij van Affligem, die tot het einde van het ancien régime over uitgestrekte pachtvelden binnen het dorp beschikte.
Bij het begin van de Franse periode vormden de gehuchten Affligem, Boekhout en Hekelgem drie verschillende gemeenten. Op 18 december 1795 werden de eerste twee bij de derde gevoegd.
Tot in de negentiende eeuw werd het gemeentelijke politieke debat bepaald door twee rivaliserende kampen, de Verkens en de Smeerders. Aan de basis van de tweestrijd lag een conflict tussen culturele verenigingen en een erfeniskwestie. Beide partijen waren oorspronkelijk katholiek. De Smeerders hadden de steun van de abdij van Affligem, terwijl de pastoor van de Sint-Michielsparochie de Varkens aanhing. De tweedeling bleef belangrijk tot aan de fusie der gemeenten in 1977.

## Bezienswaardigheden
- De Abdij van Affligem, benedictijnenabdij. Begraafplaats van de eerste hertog van Neder-Lotharingen uit de Leuvense dynastie Godfried I van Leuven. De nieuwe abdij (19e en 20e eeuw), en ruïne van de tijdens de Franse Revolutie deels afgebroken romaanse abdijkerk.
- Het Oud Zandtapijt, bakermat van de Hekelgemse zandschilderkunst.
- De Sint-Michielskerk in gotische stijl.
- De Oude Molen.
- De Nieuwe Molen.
- Het Domein Verbrugghen
- De Kluiskapel Affligem
- De Villa il Palazetto
- De Blakmeershoeve, een gerestaureerde middeleeuwse hoeve.
- De voormalige Abdij Maria Mediatrix die gesticht werd in 1921.
- Hof Ter Saele, de oude hoeve van het vergane Middeleeuwse kasteel van Hekelgem. Later gebruikt als schepenbank van de Abdij van Affligem.

## Natuur en landschap
Hekelgem ligt in zandlemig Vlaanderen. De hoogte varieert van 25 tot 77 meter. De hoogste punten zijn de Boekhoutberg en de Gootberg. Het Kluizenbos ligt vlak bij Hekelgem, op Oost-Vlaams grondgebied.

## Demografische ontwikkeling
- Bronnen:NIS, Opm:1831 tot en met 1970=volkstellingen

## Cultuur

### Bijnaam
De historische spotnaam van de Hekelgemmenaars is hopboeren.

## Politiek

### Voormalige burgemeesters
(dit overzicht is onvolledig)
- 1813 - 1831[3]: Joseph De Doncker
- 1833 - 1836: Benediktus Clauwaert[4]
- (tweede helft van de 19e eeuw): Joannes Egidius Van Lierde[5]
- ? - 1941: Camiel De Witte, gestorven gedurende de Bezetting[6]
- 1941 - 1945: August De Schrijver, een bloemenkweker en oudstrijder van 1914-1918 die de lokale afdeling van het Vlaams Nationaal Verbond had gesticht; hij werd gearresteerd na de Bevrijding in 1944[6]
- 1945 - 1958: Albien T'Kint

## Geboren in Hekelgem
- Walter De Donder (1961), acteur en politicus (CD&V)

## Nabijgelegen kernen
Meldert, Asse-ter-Heide, Erembodegem, Essene, Teralfene